# Hulikunte, Challakere
Hulikunte là một làng thuộc tehsil Challakere, huyện Chitradurga, bang Karnataka, Ấn Độ.